# Weinböhla
Weinböhla là một đô thị ở huyện of Meißen, bang tự do Sachsen, Đức. Đô thị Weinböhla có diện tích 19,01 km², dân số thời điểm ngày 31 tháng 12 năm 2006 là 10.184 người. Đô thị này có cự ly 7 km về phía đông của Meißen, và 17 km về phía tây bắc của Dresden.